# Tairyū-ji
 (juillet 2023).
Si vous disposez d'ouvrages ou d'articles de référence ou si vous connaissez des sites web de qualité traitant du thème abordé ici, merci de compléter l'article en donnant les références utiles à sa vérifiabilité et en les liant à la section « Notes et références ».
Tairyū-ji est le 21e temple du pèlerinage de Shikoku au Japon.

## Localisation

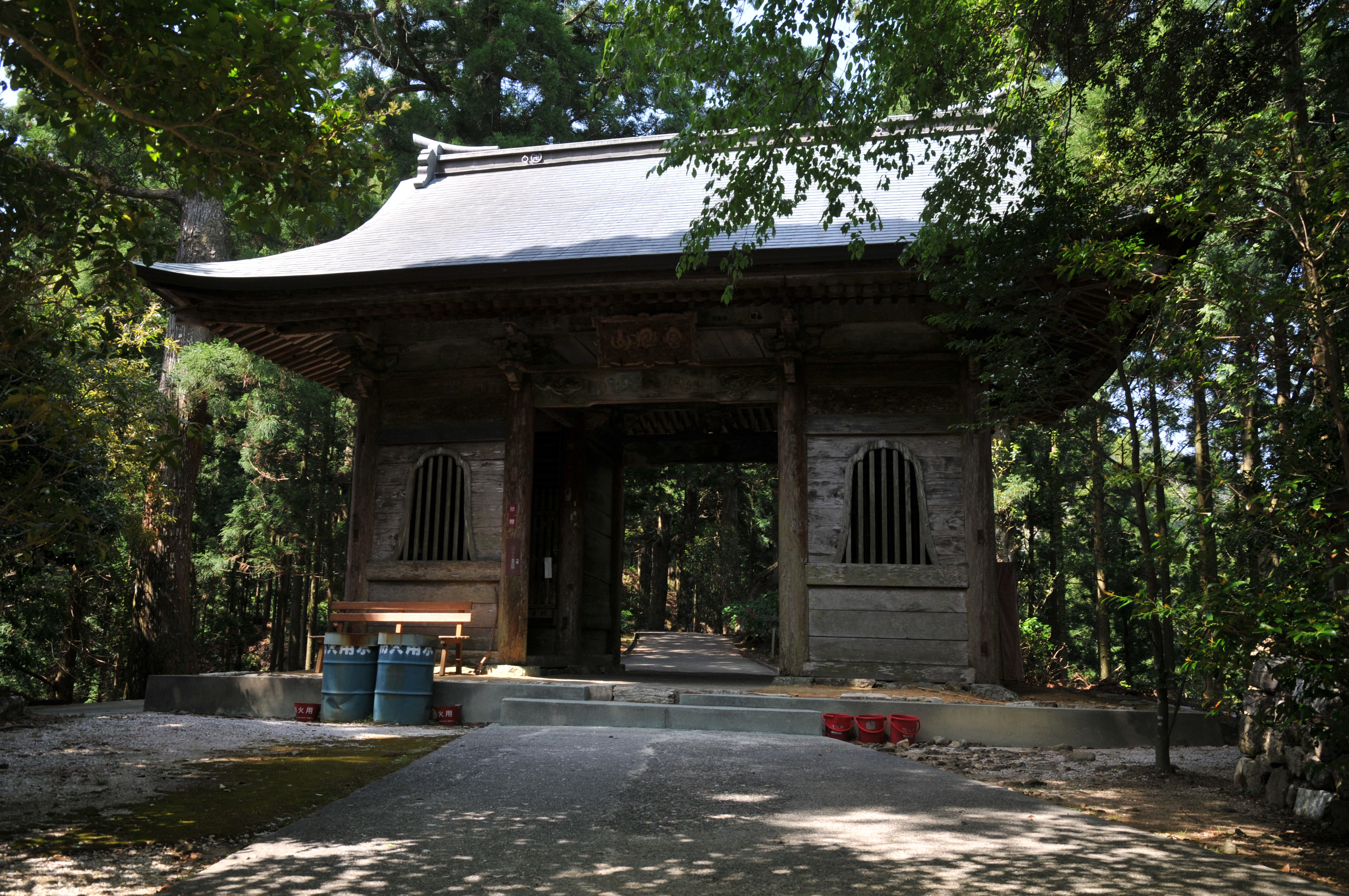
Porte du temple.

Il situé sur la municipalité de Anan, préfecture de Tokushima, au Japon.
On y accède, depuis le temple 20, Kakurin-ji après une marche d'environ 6,5 km en montagne ; des statues de loup marquent le sentier. C'est un temple « nansho », ce qui signifie qu'on l'atteint après une marche difficile. Il est cependant accessible par un téléphérique.

## Histoire
En 2015, le Tairyū-ji est désigné Japan Heritage avec les 87 autres temples du pèlerinage de Shikoku.